# In the Grasp of the Law
In the Grasp of the Law est un film muet américain réalisé par Frank Lloyd et sorti en 1915.

## Fiche technique
- Titre : In the Grasp of the Law
- Réalisation : Frank Lloyd
- Scénario : Frank Lloyd
- Production : Carl Laemmle pour Universal Film Manufacturing Company
- Genre : Film dramatique
- Date de sortie :
  - États-Unis : 15 août 1915

## Distribution
- Olive Carey : Kate Roberts
- Millard K. Wilson : Ned Johnson
- Lydia Yeamans Titus : Mrs Roberts
- Marc Robbins : Henry Andrews
- William A. Crinley : Gilbert Andrews